# Alexandre Keresztessy
Alexandre Sandor Keresztessy, né le 15 mars 1939 à Budapest et mort le 1er août 2020, est un réalisateur de reportages télévisés, notamment sur le folklore en Communauté française de Belgique. 

## Biographie
Né à Budapest, Alexandre Keresztessy est engagé en 1960 à la RTBF. Il a aussi collaboré à des émissions de la télévision française comme Cinq colonnes à la une et a réalisé des émissions pour TV 5 et Arte. 
À partir de 1970, il s'est spécialisé dans le folklore, le tourisme et l'ethnologie populaire, surtout en Communauté française de Belgique. Il a notamment très régulièrement travaillé avec René Meurant, et occasionnellement avec son fils Serge Meurant.
Ses films étant tournés en 16mm, certains ont été sélectionnés dans la programmation de festivals de cinéma documentaire prestigieux comme Cinéma du réel à Paris ou États généraux du film documentaire à Lussas.
Au début des années 1990, Alexandre Keresztessy est responsable des émissions « Vie et Traditions populaires » sur la RTBF.